# Grattacieli più alti del Nord America
Questa è una lista dei grattacieli più alti del Nord America ordinati per altezza.
Gli Stati Uniti sono considerati il luogo di nascita del grattacielo poiché nel 1887 a Chicago venne inaugurato l'Home Insurance Building a oggi ritenuto il primo grattacielo della storia. Da allora, gli Stati Uniti sono stati sede di alcuni dei più alti grattacieli del mondo. New York City, in particolare il quartiere di Manhattan, presenta uno skyline unico nel suo genere . Undici edifici nel Nord America (tutti negli Stati Uniti) hanno ottenuto il titolo di edificio più alto del mondo 9 nella città di New York City. Canada e Messico hanno anch'essi negli ultimi anni visto la costruzione di numerosi grattacieli, specialmente a Toronto e Città del Messico . Inoltre, Panama è emersa come una città in via di sviluppo nella costruzione di grattacieli e attualmente elenca un totale di 49 edifici di oltre 150 metri di altezza.
A oggi l'edificio più alto è il One World Trade Center di New York.

## Elenco
È stato il più alto del mondo dopo il completamento.
| Posizione | Nome                                | Immagine | Città                  | Paese                  | Altezza m (piedi) | Piani                                   | Inaugurazione | Note |
| --------- | ----------------------------------- | -------- | ---------------------- | ---------------------- | ----------------- | --------------------------------------- | ------------- | --- |
| 1         | One World Trade Center              |          | New York               | Stati Uniti (bandiera) | 541 (1,776)       | 94                                      | 2014          | Completato il 3 novembre 2014 è diventato l'edificio più alto dell'emisfero occidentale. Conosciuto anche come Freedom Tower. E'il sesto edificio più alto del mondo.                        |
| 2         | Willis Tower                        |          | Chicago                | Stati Uniti (bandiera) | 442.1 (1,451)     | 110                                     | 1974          | Conosciuto anche come Sears Tower. E'stato l'edificio più alto del mondo dal 1974 al 1998. E'il diciottesimo edificio più alto del mondo.                                                    |
| 3         | 432 Park Avenue                     |          | New York               | Stati Uniti (bandiera) | 426 (1,396)       | 96                                      | 2015          | Completato nell'Ottobre 2014. E'il venticinquesimo edificio più alto del mondo e l'edificio residenziale più alto del mondo. Tallest building in the world known only by its street address. |
| 4         | Trump International Hotel and Tower |          | Chicago                | Stati Uniti (bandiera) | 423 (1,389)       | 98                                      | 2009          | Ventiduesimo edificio più alto del mondo. |
| 5         | 30 Hudson Yards                     |          | New York               | Stati Uniti (bandiera) | 387 (1,268)       | 101                                     | 2019          | Trentesimo edificio più alto del mondo. |
| 6         | Empire State Building               |          | New York               | Stati Uniti (bandiera) | 381 (1,250)       | 102                                     | 1931          | Trentatreesimo edificio più alto del mondo; edificio più alto del mondo dal 1931 al 1972; primo edificio al mondo con più di 100 piani                                                       |
| 7         | Bank of America Tower               |          | New York               | Stati Uniti (bandiera) | 366 (1,200)       | 55                                      | 2009          | Quinto edificio più alto di New York. |
| 8         | Aon Center                          |          | Chicago                | Stati Uniti (bandiera) | 346 (1,136)       | 83                                      | 1973          | Conosciuto anche come Oil Building. |
| 9         | John Hancock Center                 |          | Chicago                | Stati Uniti (bandiera) | 344 (1,127)       | 100                                     | 1969          | Conosciuto anche come John Hancock Center |
| 10        | Comcast Technology Center           |          | Filadelfia             | Stati Uniti (bandiera) | 342 (1,121)       | 60                                      | 2018          | Edificio più alto di Filadelfia e della Pennsylvania. Edificio più alto al di fuori di New York e Chicago. Completato il 27 novembre 2017.                                                   |
| 11        | Wilshire Grand Center               |          | Los Angeles            | Stati Uniti (bandiera) | 335 (1,099)       | 73                                      | 2017          | Grattacielo più alto di Los Angeles (California), il più alto ad ovest del fiume Mississippi. Completato il 3 settembre 2016.                                                                |
| 12        | Three World Trade Center            |          | New York               | Stati Uniti (bandiera) | 329 (1,079)       | 80                                      | 2018          | Completato il 23 giugno 2016. |
| 13        | Salesforce Tower                    |          | San Francisco          | Stati Uniti (bandiera) | 326 (1,070)       | 60                                      | 2018          | Completato il 6 aprile 2017. Edificio più alto di San Francisco. |
| 14        | 53W53                               |          | New York               | Stati Uniti (bandiera) | 320 (1,050)       | 77                                      | 2019          | Costruzione iniziata nel 2014. Strutturalmente completato a maggio 2019 |
| 15=       | Chrysler Building                   |          | New York               | Stati Uniti (bandiera) | 319 (1,046)       | 77                                      | 1930          | Edificio più alto del mondo dal 1930 a 1931; Primo edificio più alto di 1000 piedi; edificio a cuspide più alto del mondo.                                                                   |
| 15=       | New York Times Building             |          | New York               | Stati Uniti (bandiera) | 319 (1,046)       | 52                                      | 2007          | Conosciuto anche come Times Tower. |
| 17        | Bank of America Plaza               |          | Atlanta                | Stati Uniti (bandiera) | 311 (1,023)       | 55                                      | 1992          | Edificio più alto di Atlanta e del sud degli Stati Uniti. |
| 18        | U.S. Bank Tower                     |          | Los Angeles            | Stati Uniti (bandiera) | 310 (1,018)       | 73                                      | 1989          | Secondo edificio più alto di Los Angeles e terzo edificio più alto della California. E'stato l'edificio più alto con un eliporto alla sommità del tetto.                                     |
| 19        | 35 Hudson Yards                     |          | New York               | Stati Uniti (bandiera) | 308 (1,009)       | 72                                      | 2019          | [ 38 ] |
| 20        | Franklin Center                     |          | Chicago                | Stati Uniti (bandiera) | 307 (1,007)       | 60                                      | 1989          | [ 39 ] [ 40 ] |
| 21        | One57                               |          | New York               | Stati Uniti (bandiera) | 306 (1,005)       | 75                                      | 2014          | Edificio ad uso misto (residenziale e commerciale) più alto di New York. |
| 22        | JPMorgan Chase Tower                |          | Houston                | Stati Uniti (bandiera) | 305 (1,002)       | 75                                      | 1982          | Edificio più alto di Houston e del Texas. Tallest building west of the Mississippi River until 1989.                                                                                         |
| 23=       | Two Prudential Plaza                |          | Chicago                | Stati Uniti (bandiera) | 303 (995)         | 64                                      | 1990          | [ 45 ] [ 46 ] |
| 23=       | One Manhattan West                  |          | New York               | Stati Uniti (bandiera) | 303 (995)         | 67                                      | 2019          | [ 47 ] |
| 25        | Wells Fargo Plaza                   |          | Houston                | Stati Uniti (bandiera) | 302 (992)         | 71                                      | 1983          | [ 48 ] [ 49 ] |
| 26        | First Canadian Place                |          | Toronto                | Canada (bandiera)      | 298 (978)         | 83                                      | 1975          | Edificio più alto di Toronto, dell'Ontario e del Canada. |
| 27        | 4 World Trade Center                |          | New York               | Stati Uniti (bandiera) | 298 (977)         | 72                                      | 2013          | Conosciuto anche come 150 Greenwich Street |
| 28        | Comcast Center                      |          | Filadelfia             | Stati Uniti (bandiera) | 297 (975)         | 58                                      | 2007          | Secondo edificio più alto di Filadelfia. |
| 29=       | Bahia Grand Panama                  |          | Panama                 | Panama (bandiera)      | 293 (961)         | 68                                      | 2011          | Edificio più alto di Panama e dell'America Centrale. |
| 29=       | 311 South Wacker Drive              |          | Chicago                | Stati Uniti (bandiera) | 293 (961)         | 65                                      | 1990          | [ 54 ] [ 55 ] |
| 31        | 70 Pine Street                      |          | New York               | Stati Uniti (bandiera) | 290 (952)         | 66                                      | 1932          | [ 56 ] [ 57 ] [ 58 ] |
| 32        | 220 Central Park South              |          | New York               | Stati Uniti (bandiera) | 290 (950)         | 66                                      | 2017          | [ 59 ] |
| 33        | Key Tower                           |          | Cleveland              | Stati Uniti (bandiera) | 289 (947)         | 57                                      | 1991          | Edificio più alto di Cleveland e dell'Ohio. |
| 34        | One Liberty Place                   |          | Filadelfia             | Stati Uniti (bandiera) | 288 (945)         | 61                                      | 1987          | [ 62 ] [ 63 ] |
| 35        | Columbia Center                     |          | Seattle                | Stati Uniti (bandiera) | 284 (937)         | 76                                      | 1985          | Edificio più alto di Seattle e dello stato di Washington. |
| 36        | 40 Wall Street                      |          | New York               | Stati Uniti (bandiera) | 283 (927)         | 70                                      | 1930          | Edificio più alto del mondo per due mesi nel 1930 fino al completamento del Chrysler Building; Conosciuto anche come Trump Building.                                                         |
| 37        | 30 Park Place                       |          | New York               | Stati Uniti (bandiera) | 282 (926)         | 82                                      | 2016          | Completato il 31 marzo 2015. |
| 38        | Vitri Tower                         |          | Panama                 | Panama (bandiera)      | 281 (922)         | 75                                      | 2012          | |
| 39        | Bank of America Plaza               |          | Dallas                 | Stati Uniti (bandiera) | 281 (921)         | 72                                      | 1985          | Edificio più alto di Dallas |
| 40        | Torre KOI                           |          | San Pedro Garza Garcia | Messico (bandiera)     | 280 (917)         | 64                                      | 2017          | Edificio più alto del Messico. |
| 41        | Citigroup Center                    |          | New York               | Stati Uniti (bandiera) | 279 (915)         | 59                                      | 1977          | [ 72 ] [ 73 ] |
| 42=       | 125 Greenwich Street                |          | New York               | Stati Uniti (bandiera) | 278 (912)         | 77                                      | 2020          | Completato nel marzo 2019. |
| 42=       | 15 Hudson Yards                     |          | New York               | Stati Uniti (bandiera) | 278 (912)         | 70                                      | 2018          | Completato nel febbraio 2018. |
| 44        | St. Regis Toronto                   |          | Toronto                | Canada (bandiera)      | 277 (908)         | 57                                      | 2012          | |
| 45        | Scotia Plaza                        |          | Toronto                | Canada (bandiera)      | 275 (905)         | 68                                      | 1988          | |
| 46        | Williams Tower                      |          | Houston                | Stati Uniti (bandiera) | 275 (901)         | 64                                      | 1983          | [ 76 ] [ 77 ] |
| 47        | Aura                                |          | Toronto                | Canada (bandiera)      | 272 (892)         | 78                                      | 2014          | |
| 48        | Renaissance Tower                   |          | Dallas                 | Stati Uniti (bandiera) | 270 (886)         | 56                                      | 1974          | [ 78 ] [ 79 ] |
| 49        | 10 Hudson Yards                     |          | New York               | Stati Uniti (bandiera) | 268 (878)         | 52                                      | 2016          | Completato nell'ottobre 2015. |
| 50        | The Point                           |          | Panama                 | Panama (bandiera)      | 266 (873)         | 65                                      | 2011          | |
| 51        | Star Bay Tower                      |          | Panama                 | Panama (bandiera)      | 262 (860)         | 65                                      | 2013          | |
| 52        | Bank of America Corporate Center    |          | Charlotte              | Stati Uniti (bandiera) | 265 (871)         | 60                                      | 1992          | Edificio più alto di Charlotte and the Carolinas; Tallest building in the Southern United States outside of Atlanta or Texas.                                                                |
| 53        | Beekman Tower                       |          | New York               | Stati Uniti (bandiera) | 265 (870)         | 76                                      | 2011          | [ 84 ] [ 85 ] |
| 54        | 900 North Michigan                  |          | Chicago                | Stati Uniti (bandiera) | 265 (869)         | 66                                      | 1989          | [ 86 ] [ 87 ] |
| 55=       | Panorama Tower                      |          | Miami                  | Stati Uniti (bandiera) | 265 (868)         | 82                                      | 2017          | Edificio più alto di Miami e della Florida. |
| 55=       | Chase Tower                         |          | Chicago                | Stati Uniti (bandiera) | 265 (868)         | 60                                      | 1969          | [ 89 ] [ 90 ] |
| 57        | SunTrust Plaza                      |          | Atlanta                | Stati Uniti (bandiera) | 264 (867)         | 60                                      | 1992          | [ 91 ] [ 92 ] |
| 58        | Trump World Tower                   |          | New York               | Stati Uniti (bandiera) | 262 (861)         | 72                                      | 2001          | Edificio residenziale più alto del mondo dal 2001 al 2002 |
| 59        | Water Tower Place                   |          | Chicago                | Stati Uniti (bandiera) | 262 (859)         | 74                                      | 1976          | [ 95 ] [ 96 ] |
| 59=       | Aqua Tower                          |          | Chicago                | Stati Uniti (bandiera) | 262 (859)         | 82                                      | 2009          | Edificio più alto del mondo disegnato da una donna. |
| 61        | Aon Center                          |          | Los Angeles            | Stati Uniti (bandiera) | 261 (858)         | 62                                      | 1973          | [ 99 ] [ 100 ] |
| 62        | TD Canada Trust Tower               |          | Toronto                | Canada (bandiera)      | 261 (856)         | 53                                      | 1990          | |
| 63        | Transamerica Pyramid                |          | San Francisco          | Stati Uniti (bandiera) | 260 (853)         | 48                                      | 1972          | [ 101 ] [ 102 ] [ 103 ] |
| 64        | 30 Rockefeller Plaza                |          | New York               | Stati Uniti (bandiera) | 259 (850)         | 69                                      | 1933          | [ 104 ] [ 105 ] |
| 65        | Two Liberty Place                   |          | Filadelfia             | Stati Uniti (bandiera) | 258 (848)         | 58                                      | 1990          | [ 106 ] [ 107 ] |
| 66        | One Manhattan Square                |          | New York               | Stati Uniti (bandiera) | 258 (847)         | 72                                      | 2019          | [ 108 ] |
| 67        | One Bloor                           |          | Toronto                | Canada (bandiera)      | 257 (844)         | 75                                      | 2015          | |
| 67=       | One Bennett Park                    |          | Chicago                | Stati Uniti (bandiera) | 257 (844)         | 67                                      | 2019          | [ 109 ] [ 110 ] |
| 67=       | Park Tower                          |          | Chicago                | Stati Uniti (bandiera) | 257 (844)         | 67                                      | 2000          | [ 111 ] [ 112 ] |
| 67=       | Devon Energy Center                 |          | Oklahoma City          | Stati Uniti (bandiera) | 257 (844)         | 52                                      | 2012          | Edificio più alto di Oklahoma City |
| 71        | U.S. Steel Tower                    |          | Pittsburgh             | Stati Uniti (bandiera) | 256 (841)         | 64                                      | 1971          | Edificio più alto di Pittsburgh |
| 72        | Tower Financial Centre              |          | Panama                 | Panama (bandiera)      | 255 (837)         | 75                                      | 2011          | |
| 73        | Stantec Tower                       |          | Edmonton               | Canada (bandiera)      | 251 (823)         | 66                                      | 2018/2019     | Edificio più alto di Edmonton. |
| 74        | 56 Leonard Street                   |          | New York               | Stati Uniti (bandiera) | 250 (821)         | 57                                      | 2016          | Completato nel luglio 2015. |
| 75        | One Atlantic Center                 |          | Atlanta                | Stati Uniti (bandiera) | 250 (820)         | 50                                      | 1987          | Conosciuto anche come IBM Tower. |
| 76        | The Legacy at Millennium Park       |          | Chicago                | Stati Uniti (bandiera) | 249 (818)         | 72                                      | 2009          | |
| 77        | CitySpire Center                    |          | New York               | Stati Uniti (bandiera) | 248 (814)         | 75                                      | 1987          | |
| 78        | One Chase Manhattan Plaza           |          | New York               | Stati Uniti (bandiera) | 248 (813)         | 60                                      | 1960          | |
| 79        | Salesforce Tower                    |          | Indianapolis           | Stati Uniti (bandiera) | 247 (811)         | 49                                      | 1990          | Edificio più alto di Indianapolis. |
| 80=       | Brookfield Place East               |          | Calgary                | Canada (bandiera)      | 247 (810)         | 56                                      | 2017          | |
| 80=       | Arts Tower                          |          | Panama                 | Panama (bandiera)      | 247 (810)         | 78                                      | 2013          | |
| 82        | Torre Reforma                       |          | Città del Messico      | Messico (bandiera)     | 246 (807)         | 57                                      | 2016          | Edificio più alto di Città del Messico. |
| 83        | Condé Nast Building                 |          | New York               | Stati Uniti (bandiera) | 247 (809)         | 48                                      | 1999          | Conosciuto anche come 4 Times Square. |
| 84=       | MetLife Building                    |          | New York               | Stati Uniti (bandiera) | 246 (808)         | 59                                      | 1963          | Conosciuto anche PanAm Building. |
| 84=       | Bloomberg Tower                     |          | New York               | Stati Uniti (bandiera) | 246 (806)         | 54                                      | 2005          | |
| 84=       | Ocean Two                           |          | Panama                 | Panama (bandiera)      | 246 (806)         | 73                                      | 2010          | |
| 87        | 181 Fremont                         |          | San Francisco          | Stati Uniti (bandiera) | 802 (245)         | 54                                      | 2017          | [ 125 ] [ 126 ] |
| 88        | F&F Tower                           |          | Panama                 | Panama (bandiera)      | 243 (797)         | 52                                      | 2011          | |
| 89        | Pearl Tower                         |          | Panama                 | Panama (bandiera)      | 242 (794)         | 70                                      | 2012          | |
| 90        | Chapultepec Uno                     |          | Città del Messico      | Messico (bandiera)     | 242 (793)         | 58                                      | 2019          | |
| 91=       | IDS Tower                           |          | Minneapolis            | Stati Uniti (bandiera) | 241 (792)         | 57                                      | 1973          | Edificio più alto di Minneapolis. |
| 91=       | BNY Mellon Center                   |          | Filadelfia             | Stati Uniti (bandiera) | 241 (792)         | 54                                      | 1990          | |
| 91=       | Woolworth Building                  |          | New York               | Stati Uniti (bandiera) | 241 (792)         | 57                                      | 1913          | Edificio più alto del mondo dal 1913 al 1930; edificio più alto degli USA e del mondo costruito negli anni dieci del 900'                                                                    |
| 91=       | 111 Murray Street                   |          | New York               | Stati Uniti (bandiera) | 241 (792)         | 58                                      | 2018          | [ 130 ] |
| 95        | John Hancock Tower                  |          | Boston                 | Stati Uniti (bandiera) | 241 (790)         | 60                                      | 1976          | Edificio più alto di Boston e del New England |
| 96        | Four Seasons Hotel & Tower          |          | Miami                  | Stati Uniti (bandiera) | 240 (789)         | 64                                      | 2003          | [ 133 ] [ 134 ] |
| 97        | Comerica Bank Tower                 |          | Dallas                 | Stati Uniti (bandiera) | 240 (787)         | 60                                      | 1987          | [ 135 ] [ 136 ] |
| 98        | Duke Energy Center                  |          | Charlotte              | Stati Uniti (bandiera) | 240 (786)         | 48 (54 in total with mechanical floors) | 2010          | [ 137 ] |
| 99        | 300 North LaSalle                   |          | Chicago                | Stati Uniti (bandiera) | 239 (785)         | 60                                      | 2009          | [ 138 ] [ 139 ] |
| 100       | Commerce Course West                |          | Toronto                | Canada (bandiera)      | 239 (784)         | 57                                      | 1973          | |
| 101       | Goldman Sachs Tower                 |          | Jersey City            | Stati Uniti (bandiera) | 238 (781)         | 42                                      | 2004          | Edificio più alto di Jersey City e del New Jersey. |
| 101=      | 520 Park Avenue                     |          | New York               | Stati Uniti (bandiera) | 238 (781)         | 54                                      | 2018          | [ 142 ] |
| 103       | Bank of America Center              |          | Houston                | Stati Uniti (bandiera) | 238 (780)         | 56                                      | 1983          | [ 143 ] [ 144 ] |
| 104       | The Bow                             |          | Calgary                | Canada (bandiera)      | 237 (779)         | 57                                      | 2012          | |
| 104=      | 555 California Street               |          | San Francisco          | Stati Uniti (bandiera) | 237 (779)         | 52                                      | 1969          | Edificio più alto della costa ovest dal 1969 al 1972. Renamed from Bank of America Center in 2005. Tallest building constructed in the city in the 1960s.                                    |
| 106=      | One Worldwide Plaza                 |          | New York               | Stati Uniti (bandiera) | 237 (778)         | 50                                      | 1989          | [ 147 ] |
| 106=      | 50 West Street                      |          | New York               | Stati Uniti (bandiera) | 237 (778)         | 63                                      | 2016          | Completato a ottobre 2015. |
| 106=      | 55 Hudson Yards *                   |          | New York               | Stati Uniti (bandiera) | 237 (778)         | 51                                      | 2018          | [ 151 ] |
| 109       | Madison Square Park Tower           |          | New York               | Stati Uniti (bandiera) | 237 (777)         | 64                                      | 2017          | Topped-out |
| 110       | Capella Tower                       |          | Minneapolis            | Stati Uniti (bandiera) | 237 (776)         | 56                                      | 1992          | [ 152 ] [ 153 ] |
| 111       | Wells Fargo Center                  |          | Minneapolis            | Stati Uniti (bandiera) | 236 (775)         | 57                                      | 1988          | |
| 112       | 1201 Third Avenue                   |          | Seattle                | Stati Uniti (bandiera) | 235 (772)         | 55                                      | 1988          | [ 154 ] [ 155 ] |
| 113=      | Torre BBVA Bancomer                 |          | Città del Messico      | Messico (bandiera)     | 235 (771)         | 50                                      | 2015          | |
| 113=      | Terminal Tower                      |          | Cleveland              | Stati Uniti (bandiera) | 235 (771)         | 52                                      | 1930          | . |